# Mistrzostwa świata w biegu na orientację
Mistrzostwa świata w biegu na orientację (ang. World Orienteering Championships) – coroczne zawody w biegu na orientację. Prawo startu w mistrzostwach mają reprezentacje narodowe państw członkowskich Międzynarodowej Federacji Orientacji Sportowej.

## Historia
Mistrzostwa rozgrywane są od 1966 roku. Do roku 2003 zawody rozgrywane były co dwa lata (wyjątkowo dwa lata z rzędu: 1977 i 1978). Od 2003 roku mistrzostwa odbywają się co roku.
Pierwotnie w czasie mistrzostw rozgrywane były dwie konkurencje: bieg indywidualny i bieg sztafetowy. W 1991 roku do programu zawodów został dodany bieg na dystansie krótkim (czas biegu około 25 minut), a od 2001 roku także sprint.

## Konkurencje
Aktualnie program mistrzostw świata zawiera następujące konkurencje:
- sztafeta – złożona z 3 osób,
- długi dystans – pierwotnie nazywany klasycznym dystansem,
- średni dystans – pierwotnie nazywany krótkim dystansem,
- sprint.

## Gospodarze poszczególnych mistrzostw
| Lp. | Rok  | Data                  | Państwo           | Miasto               |
| --- | ---- | --------------------- | ----------------- | -------------------- |
| 1   | 1966 | 1-2 października      | Finlandia         | Fiskars              |
| 2   | 1968 | 28-29 sierpnia        | Szwecja           | Linköping            |
| 3   | 1970 | 27-29 sierpnia        | NRD               | Friedrichroda        |
| 4   | 1972 | 14-16 sierpnia        | Czechosłowacja    | Staré Splavy (Doksy) |
| 5   | 1974 | 20-22 sierpnia        | Dania             | Silkeborg            |
| 6   | 1976 | 24-26 sierpnia        | Wielka Brytania   | Aviemore             |
| 7   | 1978 | 15-17 sierpnia        | Norwegia          | Kongsberg            |
| 8   | 1979 | 2-4 sierpnia          | Finlandia         | Tampere              |
| 9   | 1981 | 4-6 sierpnia          | Szwajcaria        | Thun                 |
| 10  | 1983 | 1-4 sierpnia          | Węgry             | Zalaegerszeg         |
| 11  | 1985 | 4-6 sierpnia          | Australia         | Bendigo              |
| 12  | 1987 | 3-5 sierpnia          | Francja           | Gérardmer            |
| 13  | 1989 | 17-20 września        | Szwecja           | Skaraborg            |
| 14  | 1991 | 21-25 września        | Czechosłowacja    | Mariańskie Łaźnie    |
| 15  | 1993 | 9-14 października     | Stany Zjednoczone | West Point           |
| 16  | 1995 | 15-20 sierpnia        | Niemcy            | Detmold              |
| 17  | 1997 | 11-16 sierpnia        | Norwegia          | Grimstad             |
| 18  | 1999 | 1-8 sierpnia          | Wielka Brytania   | Inverness            |
| 19  | 2001 | 29 lipca – 4 sierpnia | Finlandia         | Tampere              |
| 20  | 2003 | 3-9 sierpnia          | Szwajcaria        | Rapperswil           |
| 21  | 2004 | 11-19 sierpnia        | Szwecja           | Västerås             |
| 22  | 2005 | 9-15 sierpnia         | Japonia           | Aichi                |
| 23  | 2006 | 29 lipca – 5 sierpnia | Dania             | Aarhus               |
| 24  | 2007 | 18-26 sierpnia        | Ukraina           | Kijów                |
| 25  | 2008 | 10-20 lipca           | Czechy            | Ołomuniec            |
| 26  | 2009 | 16-23 sierpnia        | Węgry             | Miszkolc             |
| 27  | 2010 | 8-15 sierpnia         | Norwegia          | Trondheim            |
| 28  | 2011 | 13-20 sierpnia        | Francja           | Sabaudia             |
| 29  | 2012 | 14-22 lipca           | Szwajcaria        | Lozanna              |
| 30  | 2013 | 6-14 lipca            | Finlandia         | Vuokatti             |
| 31  | 2014 | 5-13 lipca            | Włochy            | Trydent              |
| 32  | 2015 | 1-7 sierpnia          | Wielka Brytania   | Inverness            |
| 33  | 2016 | 20-28 sierpnia        | Szwecja           | Strömstad-Tanum      |
| 34  | 2017 | 1-7 sierpnia          | Estonia           | Otepää               |
| 35  | 2018 | 4-11 sierpnia         | Łotwa             | Ryga                 |
| 36  | 2019 | 13-17 sierpnia        | Norwegia          | Østfold              |
| 37  | 2020 | przeniesione do 2022  | Dania             | Triangle Region      |
| 38  | 2021 | 4-9 lipca             | Czechy            | Doksy                |
| 39  | 2022 | 26-30 lipca           | Dania             | Triangle Region      |
| 40  | 2023 | 11-16 lipca           | Szwajcaria        | Graubünden           |
| 41  | 2024 |                       | Wielka Brytania   | Edynburg             |
| 42  | 2025 |                       | Finlandia         | Kuopio               |